# Automate rugosa
Automate rugosa is een garnalensoort uit de familie van de Alpheidae. De wetenschappelijke naam van de soort is voor het eerst geldig gepubliceerd in 1902 door Coutière.